# LEVC TX
La LEVC TX è un'autovettura di tipo taxi prodotta dalla casa automobilistica inglese London Electric Vehicle Company (LEVC), divisione del gruppo Geely, a partire dal fine 2017. Si tratta dell'ultimo modello della famiglia di taxi londinesi noti come black-cab erede dello storico LTI TX4. È anche il primo di tipo elettrico range extended (ibrido ricaricabile ad autonomia estesa).

## Profilo e contesto
Nel 2006 la Manganese Bronze, produttrice degli storici taxi londinesi, entra in discussione con Geely per la creazione di una joint-venture al fine di creare nuovi modelli di taxi da produrre tra Inghilterra e Cina e condividere i costi di sviluppo. A causa della crisi che coinvolse la Manganese Bronze nel 2012 venne posta in amministrazione controllata e successivamente Geely rileva parte del ramo di produzione dedicato ai taxi londinesi fondando la London Taxi Company nel 2013 e acquisendo i diritti di produzione del modello TX4 di cui allestisce una linea di assemblaggio in Cina, a Shanghai, per i principali componenti e mantenendo parte della produzione nell'impianto di Coventry. Nel 2015 viene diffuso il progetto di realizzazione di una nuova società, controllata al 100% da Geely, per la costruzione di un nuovo stabilimento in Inghilterra dedicato esclusivamente alla produzione di taxi elettrici. L'investimento è pari a 250 milioni di dollari per la nuova fabbrica a Ansty a 7 km da Coventry dalla capacità massima di 36.000 veicoli l'anno. Nel 2016 in seguito ai colloqui con il governo britannico la somma dell'investimento viene alzata a 400 milioni di dollari e nel 2017 la London Taxi Company viene ribattezzata LEVC (London Electric Vehicle Company) e viene annunciato il nuovo taxi di tipo elettrico range extended (con motore termico che funge da generatore per ricaricare le batterie), totalmente inedito e sviluppato in collaborazione con Volvo (casa automobilistica facente parte del gruppo Geely).
Il prototipo ancora camuffato da pellicole per nasconderne il design viene svelato al Goodwood Festival of Speed nel 2017 e il modello definitivo viene presentato nel luglio dello stesso anno.

## Caratteristiche
Esteticamente il TX presenta un design tradizionale che richiama i classici taxi londinesi LTI TXI e TXII oltre che gli storici Austin FX4, il nuovo centro stile LEVC viene supervisionato dalla Volvo. Il design caratterizzato da forme morbide e tondeggianti, ampia calandra con fari che presentano elementi circolari a LED e fanali posteriori a LED con cornici cromate. Le portiere posteriori sono apribili controvento ed è presente un telaietto laterale estraibile elettricamente per l’ingresso all'abitacolo di sedie a rotelle. Sei sono i posti a sedere (conducente e cinque passeggeri). La carrozzeria è lunga 4,86 metri. 
Internamente il volante, la strumentazione, la leva del cambio automatico e il sistema di infotainment touch screen da 9 pollici sono tutti componenti di origine Volvo. Di serie anche la connessione internet hotspot e wi-fi.
Il LEVC TX è costruito su una piattaforma inedita a trazione posteriore con parte del telaio in alluminio e scocca in acciai ad ultra resistenza misti ad acciai ad alta resistenza. Il LEVC TX ha un tasso di localizzazione di produzione dei componenti nel Regno Unito pari al 32%, la Cina e l'Europa rappresentano il 64% mentre dagli Stati Uniti è importato il restante 4%. Le sospensioni posteriori sono a bracci multipli e sono le stesse delle Volvo XC90, V90 e S90, le anteriori invece sono di tipo a Quadrilatero deformabile. 
Il motore tre cilindri è in posizione anteriore mentre il motore elettrico e le batterie sono sotto il pianale. 
L'alimentazione è di tipo ibrido range-extended. La guida avviene sempre in modalità completamente elettrica con una autonomia di 112 km, il motore elettrico trifase prodotto da Siemens eroga 150 cavalli e viene ricaricato da un motore a benzina a tre cilindri turbocompresso da 1,5 litri Volvo (famiglia VEA con iniezione diretta) da 82 CV. Il pacco batteria agli ioni di litio da 31 kWh viene fornito da LG Chem. I connettori di carica sono montati su entrambi i lati della griglia del radiatore e sono una presa CCS, con capacità di 50 kW DC e 22 kW AC e un connettore di tipo CHAdeMO opzionale da 50 kW. Nel ciclo combinato (con batterie ricaricate dal motore termico) l’autonomia è di 607 km.

## LEVC LCV (versione commerciale)
Nel giugno 2019, viene presentata la versione commerciale van denominata LEVC VN5 LCV (acronimo di Light Commercial Vehicle) che presenta il pianale allungato e il tetto rialzato con le porte posteriori scorrevoli. Si tratta di un furgone di medie dimensioni che riprende dal TX sia il frontale che gli interni oltre alla meccanica. L’autonomia in modalità elettrica è pari a 128 km mentre nel ciclo combinato quando entra in funziona il generatore l’autonomia sale a 607 km.